# Зеброид
Зеброид — гибрид зебры с лошадью, пони или ослом. Как правило, для получения этих гибридов используют самцов зебры и самок других лошадиных.

## История гибрида
В 1815 году были впервые скрещены самец зебры квагги и рыжая арабская кобыла. Во время англо-бурской войны буры использовали гибридов зебры и лошади/пони в качестве вьючных животных. Зеброиды, как и другие гибриды лошадиных (мулы и лошаки), разводятся для практического использования — как ездовые и вьючные животные. В Африке они имеют преимущества перед лошадьми и ослами, поскольку устойчивы к  мухе цеце и больше поддаются дрессировке, чем зебры. Зеброиды существуют довольно давно, их упоминали ещё в записях Дарвина. Зеброиды скорее дикие, чем домашние животные, их сложно приручить, и они агрессивнее лошадей.

## Внешний вид
Зеброиды обычно формой больше похожи на мать и имеют отцовские полоски на ногах или частично на шее и туловище. Если мать чалой, чубарой или пегой масти, в большинстве случаев эта масть передаётся потомству. Для гибридов зебры с ослом характерен ремень на спине, на брюхе и «крест» на плечах.

## Галерея
- Гибрид зебры и лошади
- Гибрид зебры и лошади
- Гибрид зебры и осла
- Гибрид зебры и осла в Южной Африке